# Batalla del cruce del Kubán
La batalla del cruce de Kubán fue un intento de la Wehrmacht alemana de fortalecer su posición en el cruce del río Kubán, Cáucaso en 1943 durante la Segunda Guerra Mundial. La batalla se caracterizó por los combates aéreos entre la Fuerza Aérea Soviética (VVS) y la Luftwaffe. Los objetivos de la ofensiva alemana nunca se completaron y aunque lograron mantener su posición sufriendo muchas bajas, finalmente tuvieron que evacuar Crimea y el Cáucaso al quedar aislados del continente por las fuerzas del ejército Rojo.

## Antecedentes
Siguiendo los principios del Fall Blau y luego de la operación Edelweiss, los alemanes intentaron apoderarse del Cáucaso, para luego descubrir que sus fuerzas eran insuficientes para mantener el terreno ganado. De esta manera, rápidamente las fuerzas alemanas fueron expulsadas de vuelta hacia Ucrania y Crimea, pero después de cruzar el río Kubán, los alemanes lograron organizarse y estabilizar la línea del frente. De esta manera, la entrada a Crimea quedó protegida. Aunque entre los ríos Don y Volga, los alemanes continuaron retrocediendo. El 4 de febrero de 1943, dos días después de la derrota alemana en Stalingrado, los soviéticos desembarcaron al suroeste del puerto Novorossiysk en el mar Negro. Los alemanes se preocuparon por perder el puerto y propiciar el campo perfecto para el lanzamiento de una ofensiva soviética sobre el flanco sur del frente del Kubán.
Desde su nombramiento como comandante de la VVS, el 19 de abril de 1942, el Mariscal del Aire Aleksandr Nóvikov había estado preparando sus flotas para una campaña ofensiva donde pensaba enterrar definitivamente el mito de la invencibilidad de la Luftwaffe. En efecto, esta campaña mantuvo durante dos meses su intensidad, ocurriendo los combates sobre la península de Tamán. En una ocasión, el Teniente general Konstantin Kershinin, comandante soviético de las fuerzas aéreas en la zona, aseguró que a veces podía ver un avión caer derribado cada diez minutos, lo que no es inusual si se considera que podían ocurrir 100 combates aéreos diariamente.

## La batalla
El 17 de abril, los alemanes lanzaron la operación Neptuno, cuyo objetivo era expulsar a los soviéticos que hacía poco habían desembarcado y se habían fortificado en la playa de Mysjako. Por tres días el 17.º Ejército alemán, apoyado por Junkers Ju 87, hostigaron a los soviéticos. No obstante, tres días después empezaron a llegar los cazas soviéticos a la zona y entonces se libró una tremenda batalla. Los pilotos de la VSS aseguraron haber derribado 187 aviones de la Luftwaffe al final de la batalla, pero se conoce que la cifra de bajas soviéticas fue casi igual de alta.
El 29 de abril, el LVI Ejército soviético intentó tomar la ofensiva, al lanzar un asalto desde el pueblo de Krýmskaya con el objetivo de tomar el pueblo de Anapa, al noroeste de Novorossiysk. La VSS tenía superioridad numérica respecto a la Luftwaffe, pero aunque 368 aviones alemanes fueron derribados, las bajas soviéticas fueron tan altas que para el 10 de mayo los alemanes tenían más aviones que los soviéticos. Ese mismo día las operaciones en tierra fueron suspendidas, ya que el LVI Ejército había ganado poco terreno. El 26 de mayo, los soviéticos lanzaron un ataque terrestre contra la llamada línea Azul alemana. Inmediatamente, los alemanes contraatacaron, parando en seco el avance soviético. Ese día se perdieron unos 100 tanques, a pesar de que 338 aviones de la VSS los protegían inicialmente. Durante el día se libraron 1.500 combates aéreos, y los soviéticos perdieron 350 aviones. Aunque no se conocen las cifras de bajas alemanas de aquel 26 de mayo, el 7 de junio la Luftwaffe suspendió sus operaciones en la zona, lo que indica que sus pérdidas no eran sostenibles.
El frente en Kubán permanecería estable hasta el 13 de octubre, cuando los alemanes en Ucrania cruzarían el Dniéper, cortando toda comunicación terrestre de la guarnición alemana de Crimea con el continente. Dándose cuenta de lo insostenible de su posición, los alemanes se retirarían de Kubán ese mismo mes.

## Ases Soviéticos del Kubán
Muchos pilotos soviéticos ganaron fama en la batalla aérea de Kubán, entre estos se encuentran:
- Alexánder Pokrishkin 60 aviones derribados (en toda la guerra).
- G.A. Rechkálov 20 aviones derribados
- Dmítri Glinka 20 aviones derribados
- Borís Glinka 10 aviones derribados
- A.L. Prukózchikov 20 aviones derribados
- V.I. Fadéyev 15 aviones derribados
- N.E. Lavitsky 10 aviones derribados
- D.I. Koval 13 aviones derribados
- V.I. Fedorenko 13 aviones derribados
- P.M. Berestnev 12 aviones derribados